# 韦克兰
韦克兰（法語：Veckring，法語發音：[vɛkʁɛ̃]；洛林法兰克语：Weckréngen）是法国摩泽尔省的一个市镇，属于蒂永维尔区。

## 地理
韦克兰（49°20'21"N, 6°22'45"E）面积6.65 平方千米，位于法国大東部大區摩泽尔省，该省份为法国东北部内陆省份，是洛林的一部分，西南接默尔特-摩泽尔省，东临下莱茵省，北与卢森堡和德国接壤。
与韦克兰接壤的市镇（或旧市镇、城区）包括：比丹、比德兰、肯普利什、克朗、莫讷伦、乌德雷讷。
韦克兰的时区为UTC+01:00、UTC+02:00（夏令时）。

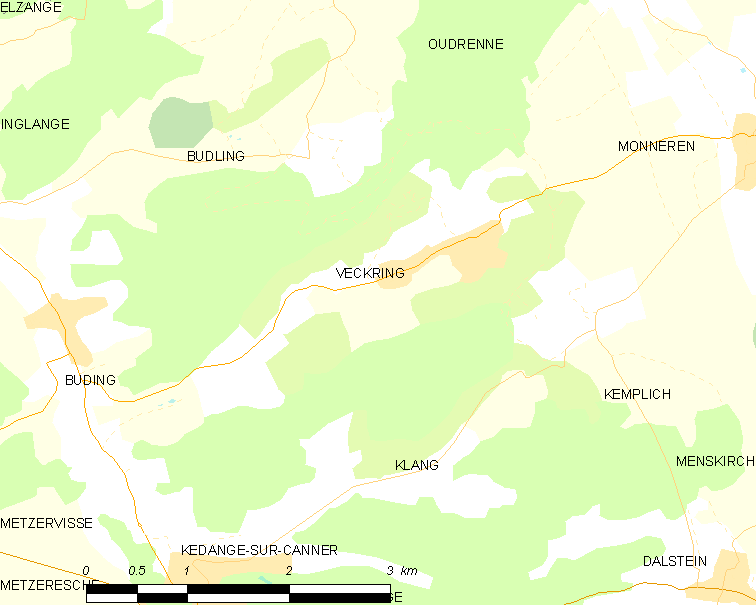
韦克兰的OSM定位图

## 行政
韦克兰的邮政编码为57920，INSEE市镇编码为57704。

## 政治
韦克兰所属的省级选区为梅采维斯县。

## 人口

1962-2008年间韦克兰人口变化图示

韦克兰于2022年1月1日时的人口数量为651人。